# Paris, Idaho
Paris är administrativ huvudort i Bear Lake County i Idaho. Paris har fått sitt namn efter Frederick Perris som planlade orten. Enligt 2010 års folkräkning hade Paris 513 invånare.